# Polygon
Polygon es una página web estadounidense de videojuegos que publica noticias de cultura, críticas y videos. Se lanzó como propiedad de Vox Media el 24 de octubre de 2012. El sitio fue construido a lo largo de diez meses, y su personal fundador de 16 miembros incluido los redactores jefe de los sitios de juegos de Ecetia, Kotaku y The Escapist. Vox produjo un documental de la serie sobre la fundación del sitio. El sitio buscó diferenciarse de sus competidores, centrándose en las historias de la gente detrás de los juegos en lugar de los propios juegos. También produjeron artículos con un formato largo de fondo al estilo de la revista, han invertido en el contenido de vídeo, y optaron por permitir que sus puntajes de evaluación se actualizaran a medida que el juego cambie lo que produjo un gran interés por su cambio de perspectiva y les valió una ubicación entre las 2000 páginas más visitadas de Internet. El sitio fue construido para sensibles estándares HTML5 con un esquema de color rosa, y sus anuncios de centró en el patrocinio directo de determinados tipos de contenido.

## Historia
El blog de juegos de Polygon fue lanzado el 24 de octubre de 2012, como los medios de comunicación Vox Media tercera propiedad. El sitio creció de un blog para convertirse en la tecnológica The Verge, que fue lanzado el año anterior como consecuencia de la red de blogs deportivos SB Nation que se formó antes de la Vox Media. El CEO de Vox Media Jim Bankoff se acercó al Joystiq redactor jefe de Christopher Grant a principios de 2011 acerca de cómo iniciar un sitio web de videojuegos. Bankoff consideraba a los videojuegos para ser un mercado de lógica vertical para Vox Media, cuyos sitios atraerían a un público que abarcaría una demografía mayoritaria de entre 18 a 49 años de edad. También vio los juegos para ser un mercado en expansión en consideración de los videojuegos en categorías para móviles y de redes sociales. Forbes describe la oferta de Bankoff como un "compromiso serio con el periodismo en línea". Subvención quería que el nuevo sitio web debía competir con los sitios web principales de juegos GameSpot y IGN, pero aun así debía ser capaz de ejecutar una identidad propia de "de periodismo al estilo revista" que podrían ser de interés histórico. Como parte del intento del sitio de "redefinir juegos de periodismo ", Vox Media hizo una serie documental de 13 capítulos sobre la creación del sitio ("Press Reset") que dio seguimiento a la creación del sitio del principio al lanzamiento.
Forbes describió a Polygon y a su personal original de 16 personas como "lleno de estrellas" para la inclusión de los redactores jefe de tres blogs de videojuegos de la competencia. de Grant dejó Joystiq en enero de 2012 y llevó a los redactores jefe de Kotaku y The Escapist, Brian Crecente y Russ Pits. Otro personal incluido de Joystiq fue el redactor jefe Justin McElroy y el personal de UGO, IGN, MTV, Videogamer.com, y 1UP.com. Ben Kuchera unió al sitio después de la Penny Arcade Inform cerró en noviembre de 2013. El equipo trabaja de forma remota desde lugares como Filadelfia, Nueva York, Virginia Occidental, San Francisco, Sídney, Londres y Austin, aunque Vox Media tiene su sede en Washington D. C. El sitio fue desarrollado a lo largo de diez meses, donde el personal eligió normas nombre y conjunto del sitio por sus informes y la escala puntuación de la crítica. El personal de Polygon había publicado en The Verge como "Juegos de Vox Media" comenzando en febrero de 2012. y terminando con su lanzamiento en octubre El nombre del sitio fue anunciado en una PAX Oriente. Panel en abril Se refiere a Polygon-" la piedra angular visual basica de los videojuegos ".

## Contenido
Polygon publica noticias de videojuegos, entretenimiento, opiniones y vídeo. Su contenido se trató de establecer, aparte de los otros puntos de venta de periodismo enfocado en los videojuegos, este estaría centrándose en las personas que los hacen a los juegos más que solo en los juegos. Polygon planeaba ejecutar varios artículos de fondo semanal, que tenían la intención de ser comparables en la intención de los artículos de portada de revistas. También decidieron permitir que sus puntuaciones de Comentarios del juego se actualizaran a medida que se actualizan los juegos, a fin de reflejar más adecuadamente que los juegos que habían cambiado con contenidos descargables y actualizaciones desde su lanzamiento original. El sitio recibió críticas por su puntuación de la crítica relativamente bajas dado a The Last of Us, se le incrementó después con la edición remasterizada del juego. En consideración de los juegos que pueden diferir en la calidad antes y después de la liberación, más tarde Polygon comenzó a marcar revisiones de prelanzamiento como "provisional" para aplazar la puntuación final hasta después de su lanzamiento al público.
Después de la recaudación de dinero en una segunda ronda de financiación a finales de 2013, Vox Media anunció que estarían invirtiendo más en productos de video del sitio, de manera que "se siente tanto como una programación de televisión como la publicación de revistas". El sitio anunció en junio de 2014 que el editor Russ Pitts dejaría Polygon junto con su director de video y diseñador de vídeo como el sitio había previsto para funcionar con menos artículos de fondo en el futuro.

## Diseño
El sitio utiliza una paleta de color rosa y emula el diseño estilo revista de The Verge. El sitio se programan para usar HTML en 5 niveles con un diseño de respuesta que se adapta a las dimensiones de la pantalla de las computadoras portátiles, tabletas y teléfono celular. Esto es en parte para eliminar la necesidad de una versión móvil separada. Su periodismo longform se ha optimizado para la lectura en tabletas.

## Negocios
El sitio utiliza un modelo de "patrocinio de contenido directo" de la publicidad en línea utilizado por Nation SB y The Verge. Por ejemplo, un patrocinio serie de videos pares marcas con contenido editorial específico. Forbes escribió que la evitación de Vox Media de la granja de contenido y noticias tácticas de agregación, y el interés mostrado en la construcción de comunidades es deseable "revista de anunciantes calidad". El sitio lanzó su periodismo longform a los anunciantes como un indicador de contenido de alta calidad. patrocinadores fundadores del sitio incluyen a Geico, Sony, y Unilever.
A junio de 2014, Polygon por Comscore ocupa el cuarto lugar entre los juegos de sitios de datos de tráfico web: detrás de IGN, GameSpot, y Kotaku. El mismo mes, Grant informó que el mes anterior había sido su más altamente popular periodo.